# Otto Theodor Meusel
Otto Theodor Meusel (* 5. Juli 1832 in Werbelin; † 29. Oktober 1906 in Dresden) war ein deutscher konservativer Politiker. Er war Regierungspräsident sowie Mitglied des Deutschen Reichstags und des Sächsischen Landtags.

## Leben
Meusel besuchte von 1845 bis 1850 die Fürstenschule in Grimma und von 1850 bis 1853 die Universität Leipzig. Er begann seine Laufbahn im sächsischen Justizdienst und übernahm 1870 das Regierungspräsidium in Greiz. Vom 1. Juni 1870 bis 1. Oktober 1874 war er in dieser Funktion auch Mitglied des Bundesrates für Reuß älterer Linie. Meusel trat 1874 als Amtshauptmann in Plauen in den sächsischen Staatsdienst zurück und wurde 1877 als Geheimer Finanzrat in das Finanzministerium in Dresden berufen.
Von 1877 bis 1878 war er Mitglied des Deutschen Reichstags für den Wahlkreis Sachsen 23 (Plauen). Als Ministerialdirektor a. D. wurde Meusel 1899 vom sächsischen König Albert nach freier Wahl zum Abgeordneten der I. Kammer des Sächsischen Landtags ernannt, der er bis zu seinem Tod 1906 angehörte. Meusel verstarb 1906 in Dresden und wurde auf dem Alten Annenfriedhof beigesetzt.
Jurist Rudolf Mothes gab in seinen Erinnerungen auch Einblicke in Meusels Leben und Wirken:

„Die Grimmensia ‹Landsmannschaft Grimensia› war eine Gründung der Grimmaischen Fürstenschüler, nahm aber Füchse allerwärtsher auf. Ihr half ihr alter Herr Meusel zu besonderem Ansehen. Er stammte aus einer Pastorenfamilie, studierte die Rechte, trat in den sächsischen Staatsdienst und ging für einige Jahre in fürstlich Reuß-Plauische Dienste. Nachdem er nach Sachsen zurückgekehrt und hier Ministerialdirektor im Finanzministerium geworden war, begann für die Familie Meusel und die Grimmensia eine große Zeit. Die ‚Meuselei‘ hieß die Verwandtschaft des Ministerialdirektors in Dresden. Er brachte die Mitglieder seiner Sippe in hohen Staatsämtern unter und kannte dabei keine Hemmungen. So bemühte er sich mit Erfolg, seinen Schwager St. beim Oberverwaltungsgerichte, das nach dem Landesgesetz vom 19. Juli 1900 ins Leben gerufen wurde, eine Ratsstelle zu verschaffen, obwohl dieser nicht Jurist genug war, um dieses Amt auszufüllen. Als die Geschäfte dieser neuen Behörde wuchsen, mussten die übrigen Räte die Arbeit mit erledigen, der St. nicht gewachsen war …“